# Papatrigo
Papatrigo es un municipio y localidad española de la provincia de Ávila, en la comunidad autónoma de Castilla y León. El término municipal, ubicado en la comarca de La Moraña, tiene una población de 219 habitantes (INE 2024).

## Geografía
La localidad está situada a una altitud de 889 m sobre el nivel del mar.Discurren por el municipio el río Arevalillo y sus afluentes Rivilla y Merdero.
| Noroeste: Constanzana     | Norte: Constanzana            | Noreste: Cabizuela |
| Oeste: Narros de Saldueña |                               | Este: Cabizuela    |
| Suroeste: Albornos        | Sur: San Juan de la Encinilla | Sureste: Riocabado |

## Historia

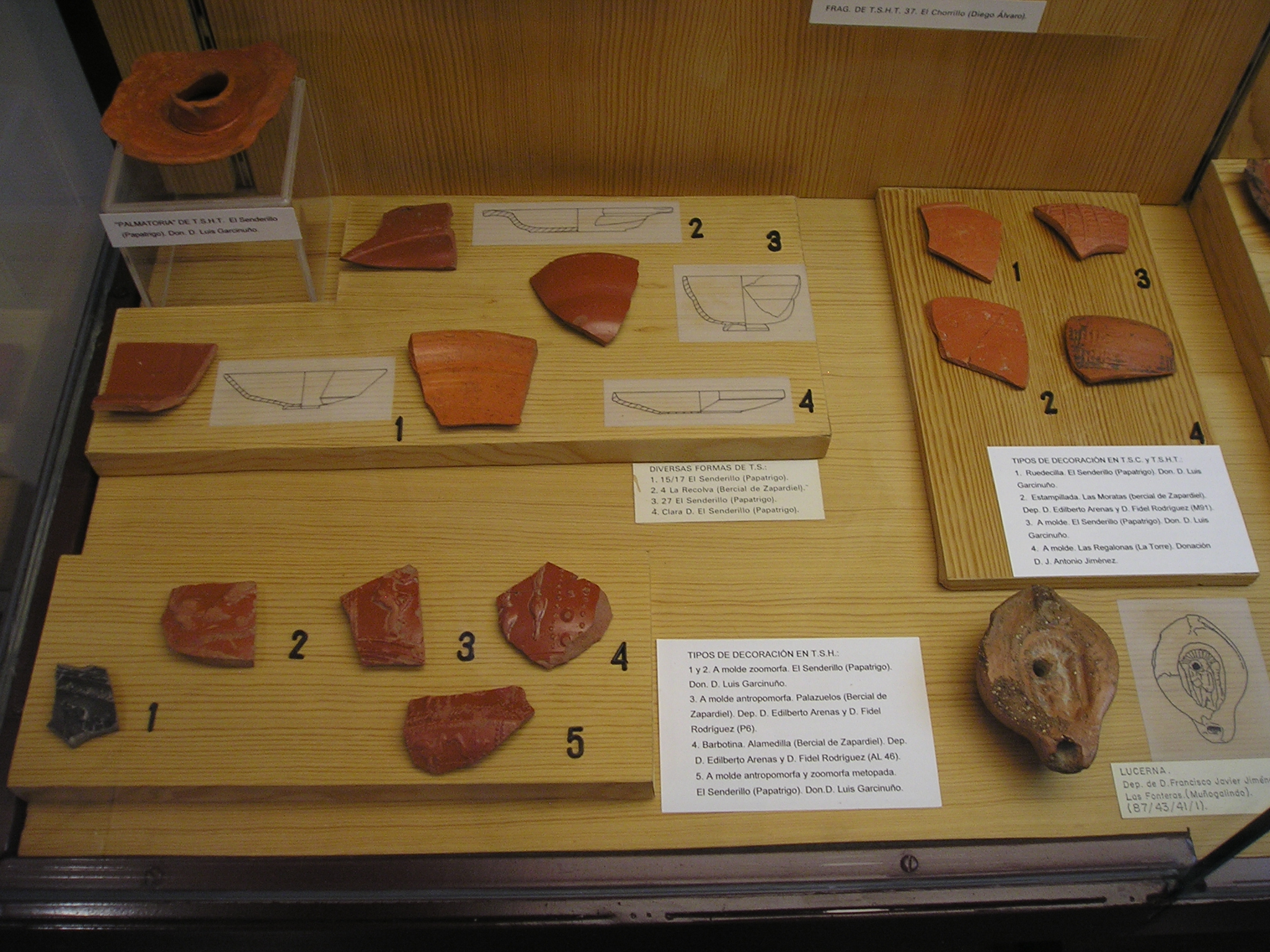
Terra sigillata procedente de Papatrigo en el Museo de Ávila

Hacia mediados del siglo XIX, el lugar tenía contabilizada una población de 290 habitantes. Aparece descrito en el decimosegundo volumen del Diccionario geográfico-estadístico-histórico de España y sus posesiones de Ultramar de Pascual Madoz de la siguiente manera:

PAPATRIGO: l. con ayunt. de la prov., y dióc. de Avila (5 leg.), part. jud. de Arévalo (4), aud terr. de Madrid (20), c. g. de Castilla la Vieja (Valladolid (19): sit. en terreno llano, le combaten todos los vientos, y su clima es propenso por lo comun á fiebres intermitentes y pulmonias; tiene 70 casas de mediana construccion, distribuidas en varias calles sin empedrar, y una plaza; hay casa de ayunt. que á la par sirve de cárcel, escuela de primeras letras comun á ambos sexos ala que concurren 40 niños y 10 niñas, que se hallan á cargo de un maestro dotado con 1,100 rs.; y una igl. parr. (Sto Tomás Apóstol), con curato de 2.º ascenso y provision ordinaria; hay una hermita (Sta. Ana), en estado ruinoso, y el cementerio está en parage que no ofende la salud pública; confina el térm. N. Cabizuela; E. Riocabado; S. Narros de Salducña,y O. el Oso; comprende 2 desp. denominados, Cordovilla, y Villostada; 3,400 fan. de tierra cultivada, y 40 incultas; algun viñedo, y un prado de heno con algunos otros de pastos; le atraviesa el r. Arevalillo, de S. a N., el que pasa por el centro del pueblo, de cuyas aguas se utilizan los vecinos para sus usos y el de los ganados; el terreno es de buena calidad; produciendo en la proporcion de 5 por 1. caminos: los que dirigen á los pueblos limítrofes, en mediano estado; el correo se recibe en la cab. del part. por los que van al mercado: prod.: trigo, cebada, centeno, vino, garbanzos y algunas legumbres; mantiene ganado lanar, y vacuno, y cria caza de liebres perdices y algun lobo. ind.: la agrícola; el comercio está reducido á la esportacion de los frutos sobrantes para los mercados de Avila y Arévalo; é importacion de los artículos de que se carece. pobl.: 73 vec., 290 alm. cap. prod.: 794,989. imp.: 31,055 rs. 5 mrs. ind. fab.: 800 contr.: 8,827 rs. 2 mrs.
(Madoz, 1849, p. 676)

## Demografía
Papatrigo cuenta con una población de 219 habitantes (INE 2024).

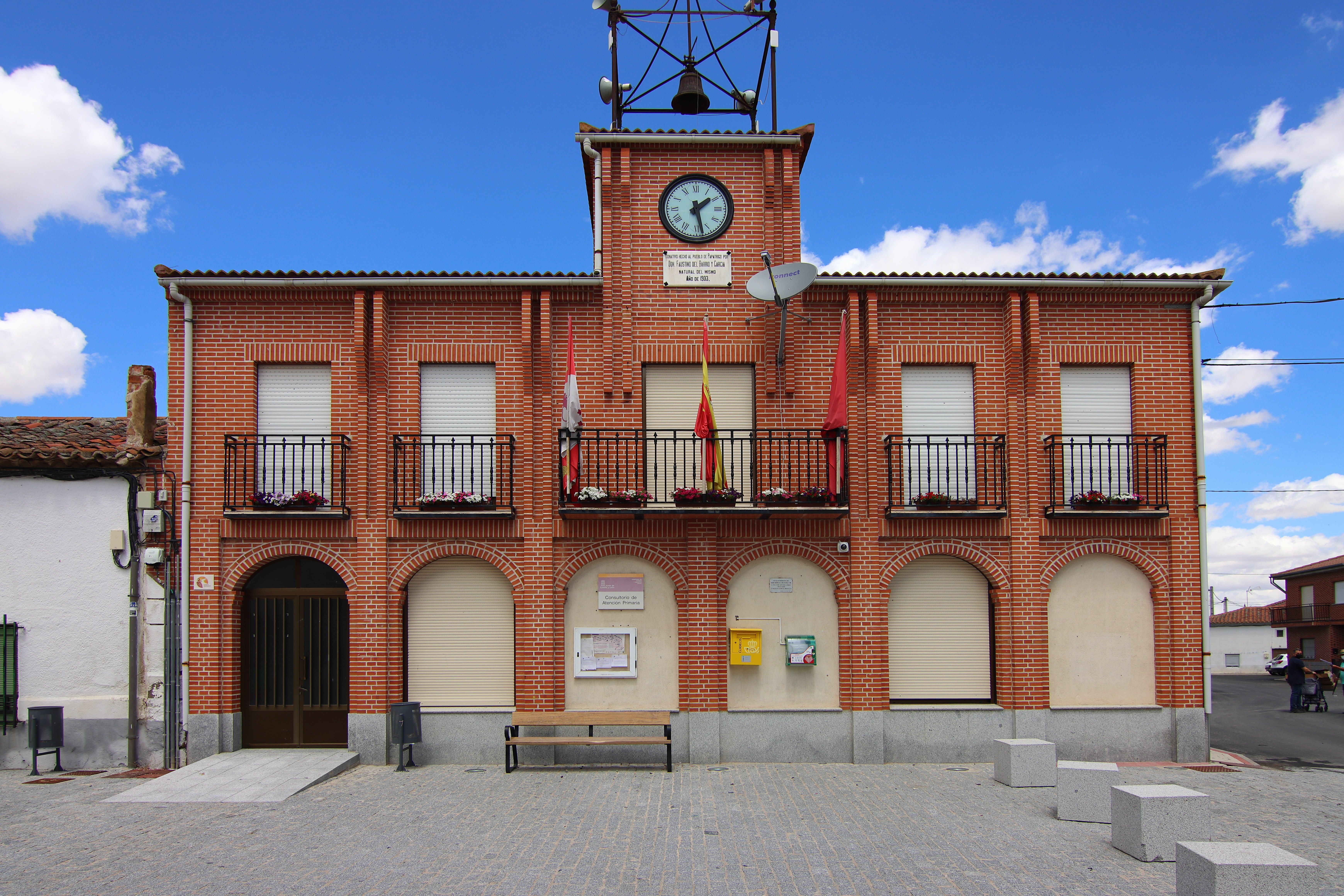
Casa consistorial

| Gráfica de evolución demográfica de Papatrigo entre 1842 y 2021                                                       |
| |
| Población de derecho según los censos de población del INE. Población de hecho según los censos de población del INE. |